# Стаття 8 Європейської конвенції з прав людини
Стаття 8 Європейської конвенції з прав людини передбачає право на повагу до "приватного і сімейного життя, до свого житла і кореспонденції", за умови дотримання певних обмежень, які "встановлюються відповідно до закону" і "є потрібними в демократичному суспільстві". Європейська конвенція з прав людини (ЄКПЛ) (офіційна назва — Конвенція про захист прав людини та основоположних свобод) — це міжнародний договір про захист прав людини та основоположних свобод в Європі.
Стаття 8 – Право на повагу до приватного і сімейного життя
1. Кожен має право на повагу до свого приватного і сімейного життя, до свого житла і кореспонденції.

2. Не допускається втручання органів державної влади у здійснення цього права, крім випадків, коли таке втручання здійснюється згідно із законом і є необхідним у демократичному суспільстві в інтересах національної та громадської безпеки або економічного добробуту країни, для запобігання заворушенням чи злочинам, для охорони здоров'я чи моралі або для захисту прав і свобод інших осіб.
Стаття 8 вважається одним з найбільш відкритих положень конвенції.

### Сімейне життя
У справі X, Y та Z проти Об'єднаного Королівства Суд нагадує, що "поняття "сімейне життя" у статті 8 не обмежується тільки сім'ями, заснованими на шлюбі, і може охоплювати інші фактичні стосунки. У процесі розв'язання питання про те, чи можна вважати відносини такими, що становлять "сімейне життя", може мати значення низка факторів, зокрема, чи живуть пари разом, тривалість їхніх стосунків і чи продемонстрували вони свою відданість одне одному, народивши спільних дітей або в будь-який інший спосіб.

### Дім
У справі Niemietz v Germany суд надав ширшого значення поняттю "житло", включивши до нього професійні/ділові приміщення, як-от офіс адвоката.

### Приватне життя
Для кращого розуміння сприйняття поняття "приватне життя" слід проаналізувати прецедентне право. У справі "Німіц проти Німеччини" Суд постановив, що він "не вважає можливим або необхідним намагатися дати вичерпне визначення поняття "приватне життя". Однак було б занадто обмежувальним зводити це поняття до "внутрішнього кола", в якому особа може жити своїм особистим життям на власний розсуд, і повністю виключати з нього зовнішній світ, який не охоплюється цим колом. Повага до приватного життя повинна також певною мірою включатиме
 право встановлювати та розвивати стосунки з іншими людьми.

## Прецедентне право
Стаття 8 чітко передбачає право на свободу від незаконних обшуків, але Суд надав захист "приватного та сімейного життя", що дає можливість широкої інтерпретації цієї статті, наприклад, вважаючи, що заборона приватних гомосексуальних актів за згодою порушує цю статтю. Це можна порівняти з судовою практикою Верховного Суду США, який також прийняв дещо широке тлумачення права на приватність. Крім того, стаття 8 іноді містить позитивні зобов'язання: в той час, як класичні права людини сформульовані як заборона державі втручатися в права і, отже, не робити чогось (наприклад, не розлучати сім'ю в процесі захисту сімейного життя), ефективне здійснення таких прав може також охоплювати зобов'язання держави проявити активність і зробити щось (наприклад, забезпечити доступ розлученого батька до своєї дитини).
Поняття приватного життя у статті 8 також тлумачиться як таке, що включає певні обов'язки держави щодо захисту довкілля.

### Справи, що стосуються прав ЛГБТ
Наведені нижче справи стосуються застосування статті 8 до питань, пов'язаних з ЛГБТ, включно з визнанням одностатевих шлюбів, законами, що забороняють содомію, і доступом до медичних послуг для трансгендерних людей.
- Модінос проти Кіпру (Modinos v. Cyprus) (1993) - рішення про визнання недійсною статті 171 Кримінального кодексу Кіпру, згідно з якою заборонялися гомосексуальні акти між чоловіками, на підставі чого було встановлено порушення права заявника на повагу до приватного життя, передбаченого статтею 8;
- Сміт та Грейді проти Об'єднаного Королівства (Smith and Grady v United Kingdom) (1999) 29 EHRR 493 - розслідування і подальше звільнення особового складу Королівського військово-морського флоту на підставі сексуальної орієнтації було порушенням права на повагу до приватного життя за статтею 8;
- Ван Кюк проти Німеччини (Van Kück v. Germany) [2003] ЄСПЛ 285 - неналежний доступ до справедливого судового розгляду у справі про відшкодування приватною медичною страховою компанією витрат на гормональну замісну терапію та операцію зі зміни статі транссексуальній жінці, коли на неї було покладено надмірний тягар доведення медичної необхідності лікування, було порушенням статті 8 та пункту 1 статті 6[5];
- Оліарі та інші проти Італії (Oliari and Others v Italy) (2015) - Італія порушила статтю 8, не надавши юридичного визнання одностатевим парам;
- Ар (Елан-Кане) проти Державного секретаря Міністерства внутрішніх справ [R (Elan-Cane) v Secretary of State for the Home Department] [2020] EWCA Civ 363 - суди Великої Британії ухвалили, що питання гендеру підпадають під дію статті 8, оскільки гендер є центральним питанням приватного життя людини[6][7].

## Порушення конвенції через масове стеження
Масове стеження, наприклад, за допомогою програм, викритих у викриттях Едварда Сноудена, часто звинувачують у порушенні 8-ї статті Європейської конвенції з прав людини.
У доповіді Генеральній Асамблеї ООН 2014 року високопосадовець ООН з питань боротьби з тероризмом і прав людини засудив масове електронне стеження як явне порушення основоположних прав на недоторканність приватного життя, гарантованих численними договорами та конвенціями, і провів різницю між "цілеспрямованим стеженням", яке "залежить від наявності попередньої підозри щодо особи чи організації, за якою ведеться стеження", і "масовим стеженням", за допомогою якого "держави з високим рівнем проникнення Інтернету можуть [...] отримати доступ до телефонних розмов і електронної пошти фактично необмеженої кількості користувачів і вести стеження за активністю в мережі, пов'язаною з певними вебсайтами". Згідно з рішенням Європейського суду, виправданим є лише цілеспрямоване перехоплення даних про трафік і місцеперебування задля боротьби з серйозними злочинами, зокрема і з тероризмом.

## Дивись також
- Article 10 ECHR
- Entick v Carrington
- Semayne's case

## Зовнішні покликання
- A guide to the implementation of Article 8 of the European Convention on Human Rights (PDF)
- Guide on Article 8 of the European Convention on Human Rights (PDF)

Шаблон:Articles of the European Convention on Human Rights